# Pavel Josef Vejvanovský

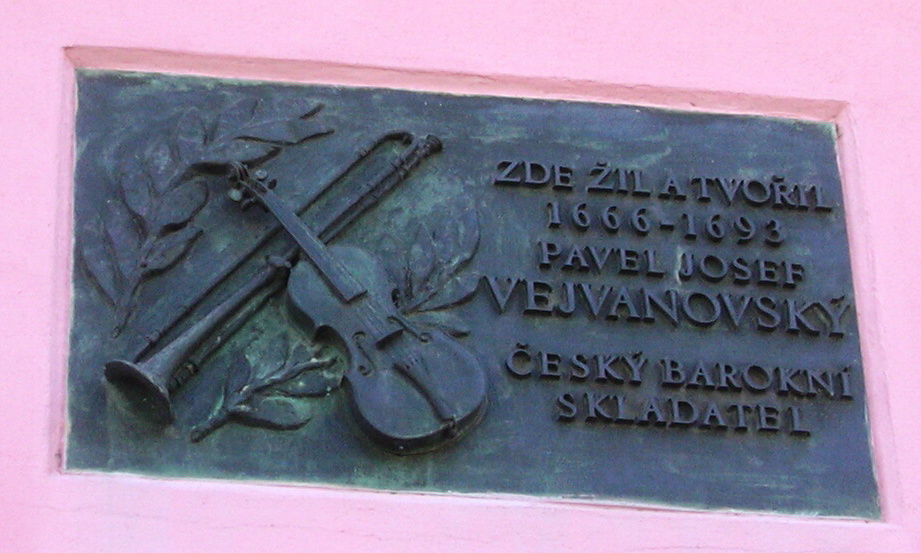

Pavel Josef Vejvanovský (deutsch: Paul Josef Weiwanowski; * um 1633 in Hochwald/Hukvaldy, Mähren; † 24. Juni 1693 in Kremsier/Kroměříž) war ein mährischer Komponist, Barocktrompeter und Chorleiter (»Cori praefectus« an der St.-Mauritius-Kirche).

## Leben
Pavel Vejvanovský besuchte zwischen 1656 und 1660 das Jesuitenkolleg in Troppau und machte dort mit Heinrich Ignaz Franz Biber und Philipp Jakob Rittler Bekanntschaft.
1664 wurde er Mitglied der Kapelle des Olmützer Fürstbischofs Karl Liechtenstein-Kastelkorn (1624–1695), in dessen Sommerresidenz zu Kremsier Heinrich Ignaz Franz Biber bis 1670 als Leiter dieses Ensembles wirkte. Nach Bibers unverhoffter Abreise nach Salzburg übernahm Vejvanovský die Nachfolge bis zu seinem Tod im Jahre 1693. Als Feldtrompeter (tubicen campestris) erhielt er offiziell nie den Titel des Hofkapellmeisters.
Etwa einhundert Werke, darunter Messen, Motetten, Offertorien, Vespern und Instrumentalwerke, sind erhalten, davon etwa die Hälfte als Handschriften im Archiv des Kremsierer Schlosses und in der Musikabteilung des Nationalmuseums in Prag. Vejvanovský beherrschte mehrere Sprachen und besaß eine bedeutsame Bibliothek.

## Werk
Die Orchesterwerke (Ballette, Serenaden und Sonaten) zeichnen sich durch ein vielschichtiges Instrumentarium aus. Sein Kompositionsstil bildet eine Synthese der späten Wiener und venezianischen barocken Musikrichtung und fasziniert durch frische melodische Führung, straffen formalen Aufbau und eine gekonnte Instrumentierung.
Ein regelrechtes Werkeverzeichnis gibt es nicht. Da alle erhaltenen Werke in der Musiksammlung in Kremsier / Kroměříž aufbewahrt werden, kann das Bestandsverzeichnis von Sehnal und Pešková (siehe Bibliographie) als guter Ersatz dienen, es enthält auch Incipits. In „Inventar-Nr.“ zeigt die erste Ziffer die fortlaufende Nummer dort an, die zweite nach dem Bindestrich
bezieht sich auf das Inventar von Craig Otto (siehe Bibliographie).
Dieses Verzeichnis ist hinsichtlich der Werke, die Vejvanovský sicher zugeschrieben werden können, vollständig.

### Messen
| Inventar-Nr.  | Titel                   | Besetzung                                                                          | Komponiert | Notiz                  |
| ------------- | ----------------------- | ---------------------------------------------------------------------------------- | ---------- | ---------------------- |
| 748 - I/273a  | Missa                   | 4 voci, 2 violini, 2 viole e organo                                                | 1682       |                        |
| 749 - I/148   | Missa bonae spei        | 4 voci, 2 violini, 2 viole, 2 trombe, 3 tromboni e basso continuo (organo)         | 1679       |                        |
| 750 - I/262   | Missa bonae valetudinis | 5 voci, 2 violini, 2 viole, 2 trombe, 3 tromboni ad lib. e basso continuo (organo) | 1681       |                        |
| 659 - I/98    | Missa brevis            | 4 voci, 2 violini, 2 trombe ad lib., 3 tromboni ad lib. e basso continuo           | 1664       | Autorenschaft unsicher |
| 751 - I/197   | Missa clamantium        | 4 voci, 2 violini, 2 viole, 2 clarini ad lib. e organo                             | 1683       |                        |
| 752 - I/200   | Missa fidelitatis       | 4 voci, 2 violini, 2 viole, 2 trombe, 3 tromboni ad lib. e basso continuo (organo) |            |                        |
| 753 - I/155   | Missa florida           | 5 voci, 2 violini, 3 viole, 2 trombe, 3 tromboni e basso continuo (organo)         | 1678       |                        |
| 754 - I/203   | Missa martialis         | voci, 2 violini, 2 viole, 2 trombe e 3 tromboni                                    | 1682       |                        |
| 755 - I/274   | Missa misericordia      | 4 voci, 2 violini, 2 viole, 2 clarini ad lib. e organo                             | 1683       |                        |
| 756 - I/199   | Missa refugii           | 5 voci, 2 violini, 2 viole, 2 trombe, 3 trombon e basso continuo (organo)          | 1682       |                        |
| 757 - I/274a  | Missa Rogate            | 4 voci, 2 violini, 2 viole e basso continuo                                        |            |                        |
| 759 - I/265   | Missa salvatoris        | 4 voci, 2 violini, 3 viole, 2 trombe, 3 tromboni ad lib. e basso continuo (organo) | 1677       |                        |
| 760 - I/83    | Missa salvatoris        |                                                                                    | 1677       |                        |
| 758 - I/273   | Missa S. Josephi        | 4 voci, 2 violini, 2 viole e organo                                                | 1682       |                        |
| 761 - I/159   | Missa visitationis BVM  | 4 voci, 2 violini, 2 trombe, 3 tromboni e basso continuo                           | 1665       |                        |
| 707 - XIII/27 | Requiem                 | 4 voci, 3 viole e organo                                                           |            | Autorenschaft unsicher |

### Offertorien und Motetten
| Inventar-Nr.     | Titel                                                     | Besetzung                                                        | Komponiert   | Notiz                  |
| ---------------- | --------------------------------------------------------- | ---------------------------------------------------------------- | ------------ | ---------------------- |
| 765 - II/79/3    | Adeste cherubim, venite seraphim                          | 4 voci, 2 violini, 2 viole e organo                              | 1685         |                        |
| 663 - II/78      | Ave martyr purpurate                                      | 4 voci, 2 violini, 5 viole e organo                              | dopo il 1672 | Autorenschaft unsicher |
| 740 - II/77      | Ave sanctissimum redemptoris nostris corpus               | 4 voci, 2 violini, 2 viole, violone, 3 tromboni e organo         | 1687         |                        |
| 764 - II/121     | Benedicite gentes                                         | 4 voci, 2 violini, 2 viole e organo                              | 1687         |                        |
| 762 - II/319     | Congavdete mecum                                          | 4 voci, 2 violini, 3 viole e organo                              | 1677         |                        |
| 739 - II/86      | Congregati sunt inimici nostri                            | 6 voci, 2 violini e 3 tromboni                                   | 1684         |                        |
| 765 - II/79/5    | Cum complesset Salomon                                    | 4 voci, 2 violini, 2 viole e organo                              | 1685         |                        |
| 765 - II/79/1    | Estote fortes in bello                                    | 4 voci, 2 violini, 2 viole e organo                              | 1685         |                        |
| 768 - II/250     | Exurgat Deus et dissipentur                               | 4 voci, 2 violini, 2 viole, 2 trombe, 3 tromboni e organo        | 1687         |                        |
| 698              | In confessione laudis                                     | 4 voci, 2 violini, 2 viole, 2 trombe e organo                    | 1675 ca.     | Autorenschaft unsicher |
| 765 - II/79/6    | Media nocte clamor                                        | 4 voci, 2 violini, 2 viole e organo                              | 1685         |                        |
| 747 - II/83      | Medicamen contra pestem                                   | 4 voci, 2 violini, 2 viole, 3 tromboni e basso continuo (organo) | 1679         |                        |
| 763 - II/46      | Mottetum de Sancta Caecilia                               |                                                                  | ca. 1678     |                        |
| 765 - II/79/7    | O rex gloriae                                             | 4 voci, 2 violini, 2 viole e organo                              | 1685         |                        |
| 661 - II/78, 337 | Pastores eja                                              | 6 voci, 2 violini, 4 viole, violone organo                       | 1671         | Autorenschaft unsicher |
| 765 - II/79/4    | Quasi sidus lucidissimum                                  | 4 voci, 2 violini, 2 viole e organo                              | 1685         |                        |
| 756 - II/80      | Quasi sidus lucidissimum / Offertorium de Confessore      |                                                                  | 1685         |                        |
| 747 - II/83      | Stella caeli extirpavit                                   | 4 voci, 2 violini, 2 viole, violone, trombone e organo           | 1679         |                        |
| 668 - II/107     | Transfige, o dulcissime                                   | soprano, 2 violini, 2 tromboni, viola e organo                   | 1656         | Autorenschaft unsicher |
| 790 - II/67      | Usquequo exaltabuntur                                     | 4 voci, 2 violini, 2 viole, 3 tromboni e organo                  | 1683         |                        |
| 765 - II/79/2    | Usquequo peccatores                                       | 4 voci, 2 violini, 2 viole e organo                              | 1685         |                        |
| 765 - II/79/8    | Vide, Domine, afflictionem                                | 4 voci, 2 violini, 2 viole e organo                              | 1685         |                        |
| 767 - II/22      | Vide Domine afflictionem nostram / Offertorium de tempore |                                                                  | 1686         |                        |
| 794 - II/72      | Vidi Dominum sedentem                                     | 4 voci, 2 violini, 2 viole, 3 tromboni e organo                  | 1677         |                        |

### Vespern, Litaneien und Antiphonen
| Inventar-Nr.   | Titel                                                | Besetzung                                                                               | Komponiert | Notiz                  |
| -------------- | ---------------------------------------------------- | --------------------------------------------------------------------------------------- | ---------- | ---------------------- |
| 792 - III/44   | Benedictus Dominus Deus (Vesperae de sabbatho)       |                                                                                         | 1689       |                        |
| 652 - III/6    | Confitebor tibi Domine                               | 6 voci, 2 violini e 3 tromboni                                                          | 1660       | Autorenschaft unsicher |
| 792 - III/44   | Exaltabo te Deus meus (Vesperae de sabbatho)         |                                                                                         | 1689       |                        |
| 792 - III/44   | Lauda anima mea (Vesperae de sabbatho)               |                                                                                         | 1689       |                        |
| 792 - III/44   | Lauda Jerusalem Dominum (Vesperae de sabbatho)       |                                                                                         | 1689       |                        |
| 792 - III/44   | Laudate Dominum quoniam bonus (Vesperae de sabbatho) |                                                                                         | 1689       |                        |
| 693 - V/9      | Litaniae laurentanae                                 | 4 voci, 2 violini, 2 viole, 2 trombe e organo                                           | 1668       | Autorenschaft unsicher |
| 745 - V/38     | Litaniae laurentanae                                 | 4 voci, 2 violini, 3 tromboni ad lib. e organo                                          | 1674       |                        |
| 744 - V/59     | Litaniae laurentanae                                 | 4 voci, 4 viole, 3 tromboni, violone e organo                                           | 1674       |                        |
| 746 - V/76     | Litaniae laurentanae                                 | 4 voci, 2 violini, 3 viole, 2 trombe, 3 tromboni e organo                               | 1680       |                        |
| 746 - V/77     | Litaniae laurentanae                                 | 4 voci, 2 violini, 3 viole, 3 tromboni e organo                                         | 1680       |                        |
| 743 - V/39     | Litaniae BVM breves simplices                        | 4 voci, violone e organo                                                                | 1675       |                        |
| 792 - III/44   | Magnificat anima mea Dominum (Vesperae de sabbatho)  |                                                                                         | 1689       |                        |
| 705 - IX/10/1  | Regina coeli                                         | 2 voci e strumenti                                                                      | 1678       | Autorenschaft unsicher |
| 705 - IX/10/2  | Regina coeli                                         | 2 voci e strumenti                                                                      | 1678       | Autorenschaft unsicher |
| 711 - VI/3     | Salve regina                                         | basso, 2 violini, 2 viole e organo                                                      | 1666       | Autorenschaft unsicher |
| 770 - VI/1     | Salve regina a. 6                                    |                                                                                         | 1665       |                        |
| 771 - VI/25    | Salve regina                                         | 4 voci, 3 viole, violone e organo                                                       | 1671       |                        |
| 772 - VI/11/1  | Salve regina                                         | 4 voci, 2 violini, 2 viole e organo                                                     | 1681       |                        |
| 672 - III/118a | Vesperae breves (enthält nur Dixit Dominus)          | 4 voci e organo                                                                         | 1677       | Autorenschaft unsicher |
| 791 - III/50   | Vesperae de confessore                               | 4 voci, 2 violini, 3 viole ad lib., 3 tromboni ad lib., viole e basso continuo (organo) | 1680 ca.   |                        |
| 793 - III/53   | Vesperae dominicales et de confessore                | 4 voci, 2 violini, 2 viole e organo                                                     | 1692       |                        |

### Instrumentalwerke
| Inventar-Nr.    | Titel                      | Besetzung                                                              | Komponiert     | Notiz                  |
| --------------- | -------------------------- | ---------------------------------------------------------------------- | -------------- | ---------------------- |
| 666 - IV/147    | Sonata a 10                | 2 violini, 3 viole, 2 viole da gamba, 2 trombe e organo                | 1665           | Autorenschaft unsicher |
| 789 - IV/201    | Sonata vespertina          | 2 violini, 2 trombe, 3 tromboni e basso continuo                       | 1665           |                        |
| 785 - IV/9      | Sonata S Mauritii          | 2 violini, 2 trombe, 3 viole e 3 tromboni ad lib.                      | 1666           |                        |
| 783 - IV/11     | Sonata laetitiae           | 2 violini e 3 viole                                                    | 1666           |                        |
| 732 - IV/25     | Sonata paschalis           | 2 violini, 2 viole e basso continuo                                    | 1666           | Autorenschaft unsicher |
| 733 - IV/40     | Sonata sancti Spiritus     | 2 violini e 3 viole                                                    | 1666           | Autorenschaft unsicher |
| 726 - IV/69     | Sonata a 7                 | 2 violini, 3 violoni, 2 trombe e organo                                | 1666           | Autorenschaft unsicher |
| 722 - IV/146    | Sonata a 5                 | 2 violini, 3 viole e organo                                            | 1666           | Autorenschaft unsicher |
| 724 - IV/156    | Sonata a 6                 | 2 violini, 4 viole e organo                                            | 1666           | Autorenschaft unsicher |
| 727 - IV/157    | Sonata a 7                 | 2 violini, 3 viole, 2 trombe e organo                                  | 1666           | Autorenschaft unsicher |
| 728 - IV/178    | Sonata a 10                | 2 violini, 2 viole, 2 trombe, 3 tromboni e organo                      | 1666           | Autorenschaft unsicher |
| 725 - IV/181    | Sonata a 6                 | 2 violini, 3 viole e organo                                            | 1666           | Autorenschaft unsicher |
| 729 - IV/198    | Sonata a 10                | 2 violini, 2 viole, 2 trombe, 3 tromboni e organo                      | 1666           | Autorenschaft unsicher |
| 779 - IV/70     | Sonata a 5                 | violino, 2 viole, tromba, trombone e organo                            | 1666 ca.       |                        |
| 781 - IV/177    | Sonata a 6                 | 2 violini, tromba, 2 cornetti, violone e organo                        | 1666 ca.       |                        |
| 731 - IV/35     | Sonata la posta            | 3 violini e 3 tromboni                                                 | 1667           | Autorenschaft unsicher |
| 665 - IV/47     | Sonata a 5                 | 2 violini, 3 viole e organo                                            | 1667           | Autorenschaft unsicher |
| 720 - IV/140    | Sonata a 5                 | 2 violini, 3 tromboni e organo                                         | 1667           | Autorenschaft unsicher |
| 718 - IV/141    | Sonata a 4                 | 2 violini, 2 viole e organo                                            | 1667           | Autorenschaft unsicher |
| IV/189          | Sonata a 5                 | 2 violini, 3 viole e organo                                            | 1667           |                        |
| 721 - IV/214    | Sonata a 5                 | 2 violini, 3 viole e organo                                            | 1667           | Autorenschaft unsicher |
| 782 - IV/13     | Sonata a 8                 | violino, 3 viole, tromba, 3 tromboni e organo                          | 1667 ca.       |                        |
| 787 - IV/176    | Sonata tribus quadrantibus | violino, tromba, trombone e basso continuo                             | 1667 ca.       |                        |
| 773 - XIV/239   | Serenada a. 6              |                                                                        | ca. 1667       |                        |
| 775 - XIV/91    | Serenata                   | violino, 2 viole, 2 trombe e clavicembalo                              | 1670           |                        |
| 738 - XIV/180   | Balletti pro tabula        | 2 violini, 2 viole, violone e organo                                   | 1670           |                        |
| 645 - XIV/123   | Balletti                   | violino, 2 viole, tromba, 2 tromboni e clavicembalo                    | 1670 ca.       | Autorenschaft unsicher |
| 784 - IV/202    | Sonata natalis             | 2 violini, 4 viole, 2 trombe e basso continuo                          | 1674           |                        |
| 742 - XIV/92    | Intrada con altre ariae    | violino, 2 viole, violone, 3 piffari, fagotto, 2 trombe e organo       | 1679           |                        |
| 776 - XIV/98    | Serenata                   | 2 violini, 2 viole, 2 violoni, 5 tromboni e timpani                    | 1680           |                        |
| 741 - XIV/124   | Intrada                    | violino, 2 viole, violone, 2 trombe e clavicembalo                     | 1683           |                        |
| 788 - IV/199    | Sonata venatoria           | violino, 2 viole, 2 trombe e basso continuo                            | 1684           |                        |
| 737 - XIV/165   | Balletti per il carenuale  | violino, 2 viole, violone, 2 trombe, 3 piffari, clavicembalo e violone | 1688           |                        |
| 780 - IV/224    | Sonata a 5                 | violino, 2 viole, 2 trombe, violone e organo                           | 1689           |                        |
| XIV/245         | Ingressus                  | violino, 2 viole, 2 trombe e basso continuo                            | prima del 1690 |                        |
| 774 - XIV/45    | Serenata                   | violino, 3 viole, 5 trombe, violone/clavicembalo e timpani             | 1691           |                        |
| 769 - XIV/44    | Offertur ad 2 choros       | 2 violini, 6 viole e violone/clavicembalo                              | 1692           |                        |
| 778 - IV/200    | Sonata a 5                 | violini, 2 viole, 2 trombe e organo                                    | dopo il 1680   |                        |
| 786 - IV/10, 13 | Sonata S Petri et Pauli    | tromba, 3 tromboni, violino e 3 viole                                  |                |                        |
| 777 - IV/43     | Sonata a 4 Be mollis       | tromba, violino, 2 viole e basso continuo                              |                |                        |